# Mine de Buzwagi
 (mars 2025).
La mine de Buzwagi est une mine souterraine d'or située au Tanzanie. Elle a ouvert en 2009.